# Hama (tỉnh)
Hama (tiếng Ả Rập: مُحافظة حماه / ALA-LC: Muḥāfaẓat Ḥamā) là một trong 14 tỉnh của Syria. Tỉnh nằm ở tây-trung Syria. Diện ích của tỉnh là 8.844 km² hoặc 8.883 km². Theo điều tra dân số năm 2010, dân số của tỉnh là 1.593.000 người. Thành phố thủ phủ là Hama.
Hama là một trung tâm nông nghiệp và công nghiệp quan trọng tại Syria, diện tích đất canh tác của tỉnh là 3.680 kilômét vuông (1.420 dặm vuông Anh), tức hơn một phần ba diện tích tự nhiên. Tỉnh sản xuất trên một nửa lượng khoai tây và quả hồ trăn của quốc gia, cũng như trồng nhiều loại rau khác nhau. Các trại chăn nuôi gia súc là phổ biến trong tỉnh.

## Huyện
Tỉnh được chia thành 5 huyện (manatiq):
- Al-Suqaylabiyah
- Hamah
- Masyaf
- Muhardeh
- Salamiyah

Các huyện được chia tiếp thành 22 phó huyện (nawahi).